# Max W. Eckert
Max W. Eckert (* 19. Oktober 1897 in Regensburg; † 13. November 1975) war ein deutscher Sportfunktionär.

## Leben
Eckert wurde als letztes von drei Kindern geboren und verlor bereits mit zwei Jahren seinen Vater. Er wuchs im oberbayerischen Neuburg an der Donau auf, wo er als Mitglied des Donau Ruder Clubs Neuburg (DRCN) den Kanurennsport kennenlernte.
1914 meldete er sich nach dem Notabitur fürs Heer und kämpfte im Weltkrieg, zuletzt als Offizier, wobei er bei einer Verletzung auf dem rechten Auge erblindete.
Nach dem Krieg studierte er Rechtswissenschaften an der Ludwig-Maximilians-Universität München und beendete sein Studium mit der Promotion (dr. iur.). Während seines Studiums trat er der KBStV Rhaetia München bei.
Von 1921 bis 1924 war er Vorsitzender des Verbandes Deutscher Faltbootfahrer. Von 1924 bis 1944 leitete er den Bayerischen Kanuverband als Mitglied des neu gegründeten Kanu-Clubs der Turngemeinde München. Der Kanu-Club wurde als Bayerischer Faltbootclub als Unterabteilung der Turngemeinde mit sechs Mitgliedern unter dem Vorsitzenden Paul Dursch gegründet. Eckert war einer der Mitinitiatoren des  Deutschen Kanu-Verbandes und dessen Präsident von 1931 bis 1944. 1932 wurde er zusätzlich zum Präsidenten der Internationalen Repräsentantschaft des Kanusportes (IRK), der späteren Internationalen Canoe Federation (ICF) gewählt. Sein Vereinskollege und Bundesbruder Paul Dursch wurde dabei als sein Generalsekretär gewählt. Auf Initiative von Max Eckert wurde der Kanusport erstmals in das reguläre Programm der Olympischen Spiele 1936 in Berlin aufgenommen.
1948 gründete er den Deutschen Camping-Club, dessen Präsident er bis 1963 war. Eckert war häufig mit Zelt und Kanu unterwegs.
Eckert lebte zuletzt in München.

## Auszeichnungen
- 1953 Ehrenpräsident des Deutschen Kanu-Verbandes[1]
- 1957 Bundesverdienstkreuz 1. Klasse[1]
- etwa 1960 Ordre du Mérite sportif (Frankreich)[1]
- 1963 Ehrenpräsident des Deutschen Camping-Clubs[1]
- 1964 DKV-Ehrennadel in Gold mit Brillanten erhalten[1]
- 1965 Ehrenpräsident des Bayerischen Kanu-Verbandes[1]